# Pappobolus acutifolia
Pappobolus acutifolia là một loài thực vật có hoa trong họ Cúc. Loài này được (S.F.Blake) Panero mô tả khoa học đầu tiên năm 1992.